# Iveta Grófová

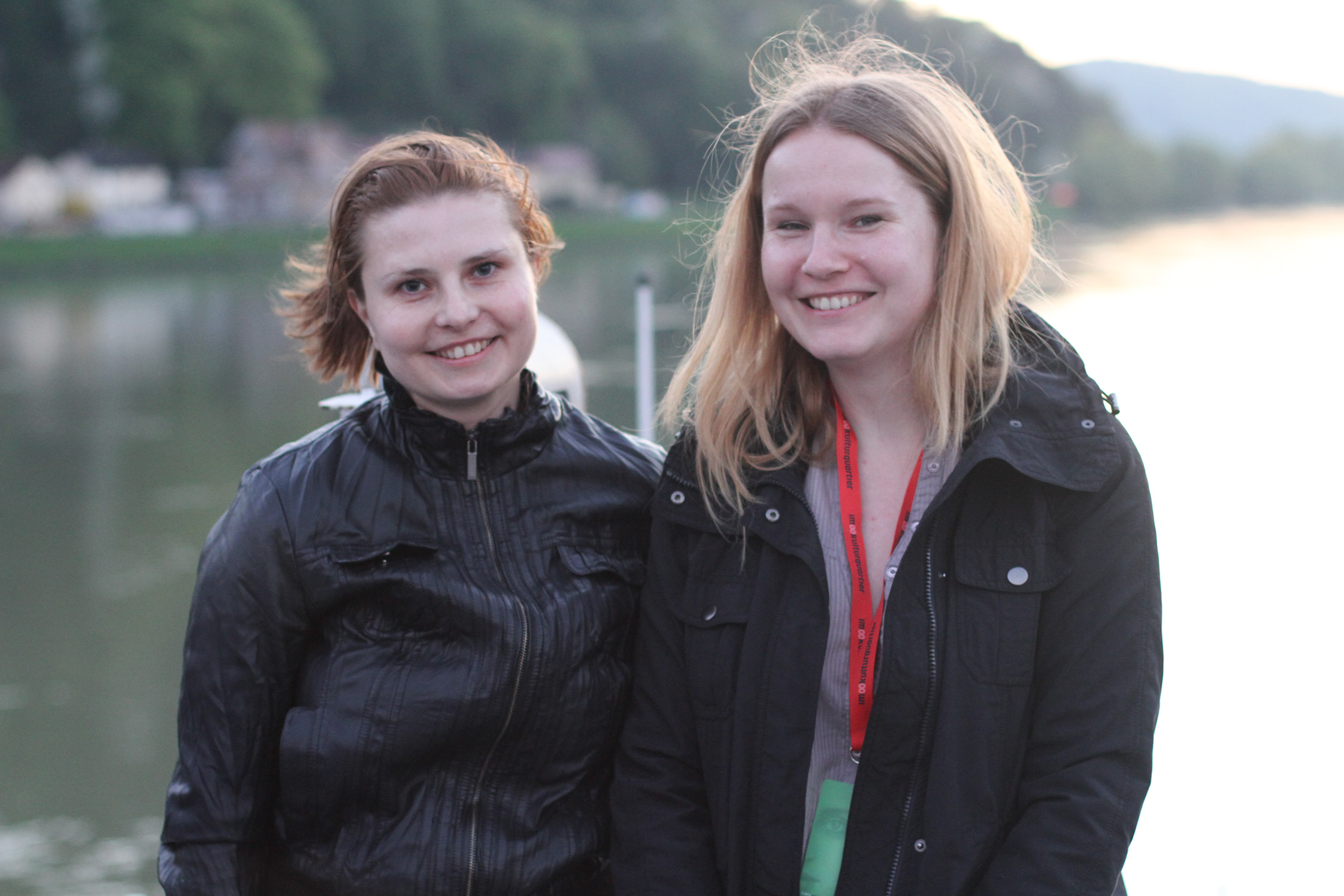
Iveta Grófová (rechts) und Viera Bačíková im Jahr 2013

Iveta Grófová (* 31. Oktober 1980 in Trenčín) ist eine slowakische Regisseurin, Drehbuchautorin und Produzentin.

## Karriere
Nachdem sie bereits an der Hochschule für Musische Künste Bratislava (VŠMU) ihr Studium in Animation und Dokumentation abgeschlossen hatte, promovierte die in Trenčín geborene Iveta Grófová an derselben Hochschule. Noch vor ihrer Promotion hat sie mit Hulapa Film ihre eigene Produktionsfirma, welche auf Autorenfilme spezialisiert ist, gegründet. Im Jahr 2012 wurde der Film Až do mesta Aš veröffentlicht, mit welchem sie ihr Regiedebüt in einem Spielfilm gab. Der Film, welcher auch unter dem internationalen Titel Made in Ash bekannt ist, feierte seine Weltpremiere auf dem Internationalen Filmfestival Karlovy Vary und wurde der slowakische Vorschlag in der Kategorie bester fremdsprachiger Film für die Oscarverleihung 2013. Zudem wurde Iveta Grófová mit dem Film bei den Torino Film Festival in der Kategorie „bester Spielfilm im internationalen Wettbewerb“ nominiert, wo man sich den Film Shell von Scott Graham geschlagen geben musste. 
Iveta Grófová wirkt nicht nur bei Spielfilmen als Regisseurin mit, sondern auch bei Dokumentationen. Der tschechische Dokumentarfilm Samodiva - Divadelní blues pro solo matky aus dem Jahr 2013 und der slowakische Dokumentarfilm Denník plavby Moniky Kompaníkovej sind Beispiele dafür. Im Jahr 2017 wurde der Spielfilm Piata loď, welcher auch unter dem internationalen Titel Little Harbour und dem deutschen Titel Das fünfte Schiff bekannt ist, veröffentlicht. Iveta Grófová war die Regisseurin des Films, schrieb gemeinsam mit Marek Leščák das Drehbuch und wirkte auch als Produzentin am Film mit. Der Film feierte seine Premiere auf der Berlinale 2017. Er lief dort in der Sektion „Generation Kplus“ und wurde in dieser Sektion mit dem Crystal Bear ausgezeichnet. Bei den slowakischen Sun in a Net Awards erhielt sie für den Film drei Nominierungen, unter anderem in der Kategorie „Najlepsia rezia“ („Beste Regie“) und in der Kategorie „Najlepsi film“ („Bester Film“) gemeinsam mit Katarína Krnáčová. Während sie sich in diesen beiden Kategorien schlussendlich nicht ausgezeichnet wurde, sicherte sie sich in der Kategorie „Najlepsi scenar“ („Bestes Drehbuch“) gemeinsam mit Marek Leščák die Auszeichnung.